# Barrière des dix secondes

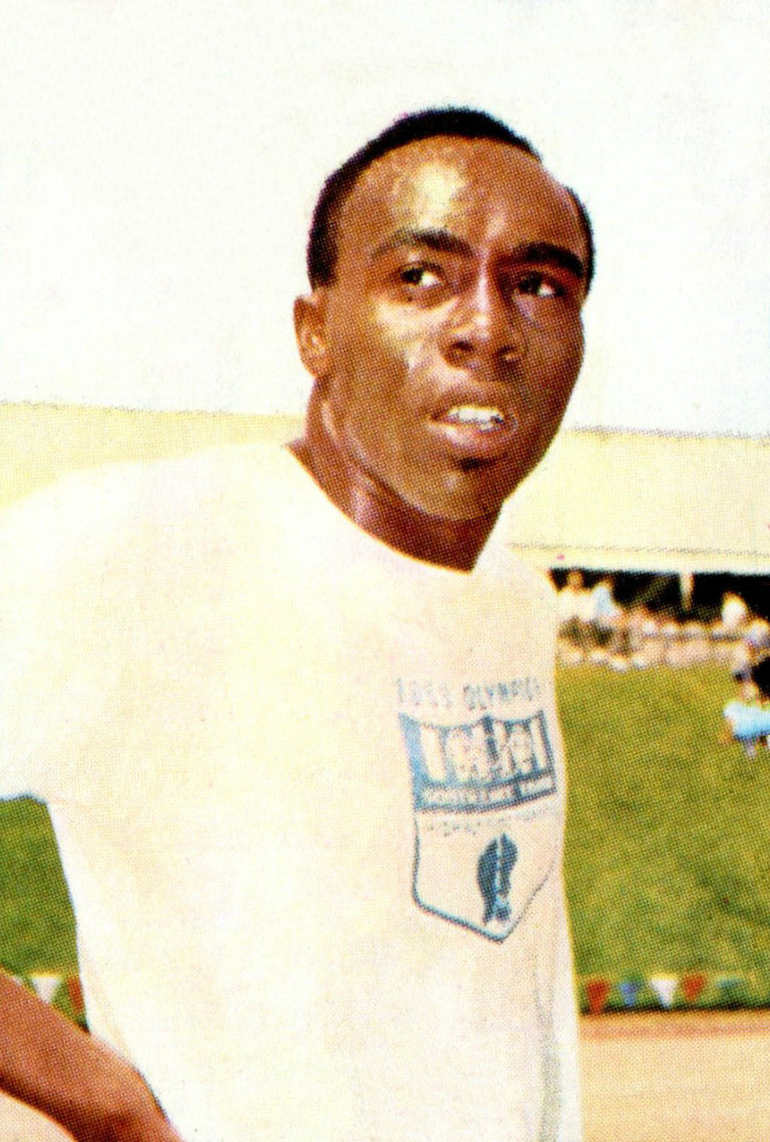
Jim Hines, premier athlète à franchir la barrière des 10 secondes au chronométrage électronique.

La barrière des dix secondes est une expression utilisée en athlétisme pour parler de la barrière physique et psychologique que l'homme doit franchir pour courir le 100 mètres en moins de dix secondes. L'expression « Passer sous la barre des 10 secondes » est également utilisée. Le premier athlète à y être parvenu est Jim Hines le 14 octobre 1968. Cet exploit était traditionnellement considéré comme le signe d’un sprinter des plus performants, mais son importance diminue depuis la fin des années 1990, car un nombre croissant de coureurs franchissent cette barrière.

## Histoire

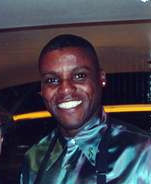
Carl Lewis fut le premier à courir en moins de dix secondes à basse altitude.

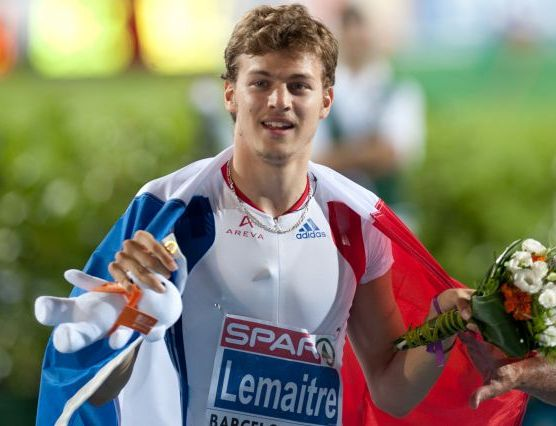
Christophe Lemaitre est le premier sprinter blanc à avoir couru le 100 mètres en moins de dix secondes.

Les premières courses en moins de dix secondes furent chronométrées à la main. Cependant, l'Association internationale des fédérations d'athlétisme précise désormais que les temps ne sont homologués que si l'on a recouru au chronométrage entièrement automatique (en), si la vitesse du vent favorable est inférieure à 2,0 m/s et s'il n'y a pas eu de dopage. Des défectuosités d'anémomètre ou des infractions peuvent aussi annuler les temps de sprinters.
Suivant ces règles, la barrière fut officiellement franchie pour la première fois par l'athlète américain Jim Hines le 14 octobre 1968. Il remporta le 100 mètres aux Jeux olympiques de 1968 en 9 s 95 et établit alors un nouveau record mondial. Il fallut près de neuf ans pour que la barrière des dix secondes fût à nouveau franchie par l'Américain Silvio Leonard, en 9 s 98 le 11 août 1977. Ces deux temps furent enregistrés en altitude, où la résistance moindre de l'air facilite la performance. Carl Lewis fut le premier sprinter à réaliser l'exploit en 9 s 97 à basse altitude, le 14 mai 1983 aux Modesto Relays (en). Calvin Smith établit un record mondial (9 s 93) le 3 juillet 1983, devint le premier sprinter à courir deux fois en moins de dix secondes et répéta l'exploit une troisième fois le mois suivant.
Plusieurs athlètes franchirent la barrière des dix secondes dans les années 1980, mais la finale du 100 m des championnats du monde de 1991 marqua un nouveau sommet : six athlètes finirent la course en moins de dix secondes, et le vainqueur, Carl Lewis, abaissa le record mondial à 9 s 86. Maurice Greene fut le premier athlète à courir en moins de 9 s 80 en 1999, tandis que Usain Bolt fut le premier à courir en moins de 9 s 70 en 2008 et en moins de 9 s 60 en 2009. La barrière des dix secondes a été franchie par des athlètes des six fédérations continentales d'athlétisme, la dernière étant la Confédération sud-américaine d'athlétisme, dont le record a été établi par le Surinamien Issam Asinga.
La saison 2008 connut de nouveaux sommets quant aux courses en moins de dix secondes : 14 coureurs réalisèrent l’exploit 53 fois au total, deux chiffres records. De plus, dix d’entre eux le firent pour la première fois, ce qui était un autre record. Lors de la finale du 100 mètres masculin aux Jeux olympiques d'été de 2008, un nouveau record du monde fut établi par Usain Bolt, et six hommes coururent en moins de dix secondes (soit autant qu'aux Championnats mondiaux de 1991).
En 2010, pour la première fois un Blanc, le Français Christophe Lemaitre, court le 100 mètres en moins de dix secondes (9 s 98). Avant lui, les 70 coureurs qui avaient réalisé la performance étaient tous Noirs. 2011 devint, seulement deux mois après le début de la saison d’athlétisme en plein air, une année de record, car quinze hommes avaient couru en moins de dix secondes d’avril à juin. Lors de la finale du 100 mètres masculin aux Jeux olympiques d'été de 2012, Usain Bolt porta le record olympique à 9 s 63 et sept hommes coururent en moins de dix secondes ; le seul qui ne réalisa pas cette performance, le Jamaïcain Asafa Powell, avait subi une blessure.
En 2014, l'Américain Trayvon Bromell devint le plus jeune coureur à descendre sous les 10 secondes à l'âge de 18 ans et 338 jours, établissant ainsi un nouveau record du monde junior. En 2016, l'ancien champion du monde Kim Collins parvint à améliorer son record personnel en réalisant 9 s 93 à l'âge de 40 ans, devenant l'athlète le plus âgé à courir sous les 10 secondes et le premier homme de 40 ans à réaliser cet exploit.
Fin juillet 2019, l'ancien recordman du monde Asafa Powell dénombre 97 courses de 100 m sous les 10 secondes, un record. À titre de comparaison, Maurice Greene et Usain Bolt n'en ont réalisées respectivement que 53 et 31 à la même échéance.
Au 3 juillet 2022, 167 sprinteurs au total sont passés sous la barre des 10 secondes.

## Temps mesurés au chronomètre électronique
| Numéro | Date du premier franchissement | Athlète                  | Temps (en secondes) | Âge               | Nationalité                      | Continent                            | Meilleur temps (année) | Ref    |
| ------ | ------------------------------ | ------------------------ | ------------------- | ----------------- | -------------------------------- | ------------------------------------ | ---------------------- | ------ |
| 1      | 14 octobre 1968                | Jim Hines                | 9 s 95 (A)          | 22 ans, 34 jours  | États-Unis                       | Amériques du Nord et centrale        | 9 s 95 (1968)          |        |
| 2      | 11 août 1977                   | Silvio Leonard           | 9 s 98 (A)          | 21 ans, 325 jours | Cuba                             | Amériques du Nord et centrale        | 9 s 98 (1977)          |        |
| 3      | 14 mai 1983                    | Carl Lewis               | 9 s 97              | 21 ans, 317 jours | États-Unis                       | Amériques du Nord et centrale        | 9 s 86 (1991)          |        |
| 4      | 3 juillet 1983                 | Calvin Smith             | 9 s 93 (A)          | 22 ans, 176 jours | États-Unis                       | Amériques du Nord et centrale        | 9 s 93 (1983)          |        |
| 5      | 5 mai 1984                     | Mel Lattany              | 9 s 96              | 24 ans, 269 jours | États-Unis                       | Amériques du Nord et centrale        | 9 s 96 (1984)          |        |
| 6      | 24 septembre 1988              | Linford Christie         | 9 s 97              | 28 ans, 175 jours | Royaume-Uni                      | Europe                               | 9 s 87 (1993)          |        |
| 7      | 20 mai 1989                    | Raymond Stewart          | 9 s 97              | 24 ans, 63 jours  | Jamaïque                         | Amériques du Nord et centrale        | 9 s 96 (1991)          |        |
| 8      | 16 juin 1989                   | Leroy Burrell            | 9 s 94              | 22 ans, 115 jours | États-Unis                       | Amériques du Nord et centrale        | 9 s 85 (1994)          |        |
| 9      | 25 août 1991                   | Dennis Mitchell          | 9 s 99              | 25 ans, 186 jours | États-Unis                       | Amériques du Nord et centrale        | 9 s 91 (1991)          |        |
| 10     | 25 août 1991                   | Frankie Fredericks       | 9 s 95              | 23 ans, 327 jours | Namibie                          | Afrique                              | 9 s 86 (1996)          |        |
| 11     | 11 septembre 1991              | Andre Cason              | 9 s 99              | 22 ans, 234 jours | États-Unis                       | Amériques du Nord et centrale        | 9 s 92 (1993)          |        |
| 12     | 4 avril 1992                   | Olapade Adeniken         | 9 s 97              | 22 ans, 229 jours | Nigeria                          | Afrique                              | 9 s 95 (1994)          |        |
| 13     | 18 avril 1992                  | Michael Marsh            | 9 s 93              | 24 ans, 258 jours | États-Unis                       | Amériques du Nord et centrale        | 9 s 93 (1992)          |        |
| 14     | 18 avril 1992                  | Davidson Ezinwa          | 9 s 96              | 20 ans, 148 jours | Nigeria                          | Afrique                              | 9 s 94 (1994)          |        |
| 15     | 21 mai 1993                    | Daniel Effiong           | 9 s 99              | 20 ans, 338 jours | Nigeria                          | Afrique                              | 9 s 98 (1993)          |        |
| 16     | 22 juillet 1994                | Jon Drummond             | 9 s 99              | 25 ans, 316 jours | États-Unis                       | Amériques du Nord et centrale        | 9 s 92 (1997)          |        |
| 17     | 22 avril 1995                  | Donovan Bailey           | 9 s 99              | 27 ans, 127 jours | Canada                           | Amériques du Nord et centrale        | 9 s 84 (1996)          |        |
| 18     | 15 juin 1995                   | Bruny Surin              | 9 s 97              | 27 ans, 338 jours | Canada                           | Amériques du Nord et centrale        | 9 s 84 (1999)          |        |
| 19     | 21 avril 1996                  | Ato Boldon               | 9 s 93              | 22 ans, 113 jours | Trinité-et-Tobago                | Amériques du Nord et centrale        | 9 s 86 (1998)          |        |
| 20     | 12 juin 1997                   | Maurice Greene           | 9 s 96              | 22 ans, 324 jours | États-Unis                       | Amériques du Nord et centrale        | 9 s 79 (1999)          |        |
| 21     | 12 juin 1997                   | Kareem Streete-Thompson  | 9 s 96              | 24 ans, 74 jours  | États-Unis                       | Amériques du Nord et centrale        | 9 s 96 (1997)          |        |
| 22     | 12 juin 1997                   | Tim Montgomery           | 9 s 96              | 22 ans, 138 jours | États-Unis                       | Amériques du Nord et centrale        | 9 s 92 (1997)          |        |
| 23     | 20 juin 1997                   | Percival Spencer         | 9 s 98              | 22 ans, 116 jours | Jamaïque                         | Amériques du Nord et centrale        | 9 s 98 (1997)          |        |
| 24     | 13 juillet 1997                | Seun Ogunkoya            | 9 s 97              | 19 ans, 197 jours | Nigeria                          | Afrique                              | 9 s 92 (1998)          |        |
| 25     | 9 août 1998                    | Vincent Henderson        | 9 s 95              | 25 ans, 293 jours | États-Unis                       | Amériques du Nord et centrale        | 9 s 95 (1998)          |        |
| 26     | 11 septembre 1998              | Obadele Thompson         | 9 s 87 (A)          | 22 ans, 165 jours | Barbade                          | Amériques du Nord et centrale        | 9 s 87 (1998)          |        |
| 27     | 5 juin 1999                    | Leonard Myles-Mills      | 9 s 98              | 26 ans, 27 jours  | Ghana                            | Afrique                              | 9 s 98 (1999)          |        |
| 28     | 13 juin 1999                   | Dwain Chambers           | 9 s 99              | 21 ans, 69 jours  | Royaume-Uni                      | Europe                               | 9 s 97 (1999)          |        |
| 29     | 2 juillet 1999                 | Jason Gardener           | 9 s 98              | 23 ans, 287 jours | Royaume-Uni                      | Europe                               | 9 s 98 (1999)          |        |
| 30     | 5 juillet 1999                 | Tim Harden               | 9 s 92              | 25 ans, 159 jours | États-Unis                       | Amériques du Nord et centrale        | 9 s 92 (1999)          |        |
| 31     | 2 juin 2000                    | Coby Miller              | 9 s 98              | 23 ans, 227 jours | États-Unis                       | Amériques du Nord et centrale        | 9 s 98 (2000)          |        |
| 32     | 2 juin 2000                    | Bernard Williams         | 9 s 99              | 22 ans, 135 jours | États-Unis                       | Amériques du Nord et centrale        | 9 s 94 (2001)          |        |
| 33     | 21 juin 2000                   | Francis Obikwelu         | 9 s 97              | 21 ans, 212 jours | Nigeria                          | Afrique                              | 9 s 86 (2004)          |        |
| 34     | 12 avril 2002                  | Shawn Crawford           | 9 s 99              | 24 ans, 88 jours  | États-Unis                       | Amériques du Nord et centrale        | 9 s 88 (2004)          |        |
| 35     | 21 avril 2002                  | Joshua J. Johnson        | 9 s 95              | 25 ans, 346 jours | États-Unis                       | Amériques du Nord et centrale        | 9 s 95 (2002)          |        |
| 36     | 4 mai 2002                     | Brian Lewis              | 9 s 99              | 27 ans, 150 jours | États-Unis                       | Amériques du Nord et centrale        | 9 s 99 (2002)          |        |
| 37     | 27 juillet 2002                | Kim Collins              | 9 s 98              | 26 ans, 113 jours | Saint-Christophe-et-Niévès       | Amériques du Nord et centrale        | 9 s 93 (2016)          |        |
| 38     | 5 mai 2003                     | Patrick Johnson          | 9 s 93              | 30 ans, 221 jours | Australie                        | Océanie                              | 9 s 93 (2003)          |        |
| 39     | 19 juillet 2003                | Deji Aliu                | 9 s 98              | 27 ans, 239 jours | Nigeria                          | Afrique                              | 9 s 95 (2003)          |        |
| 40     | 15 août 2003                   | John Capel               | 9 s 97              | 24 ans, 261 jours | États-Unis                       | Amériques du Nord et centrale        | 9 s 95 (2004)          |        |
| 41     | 15 août 2003                   | Justin Gatlin            | 9 s 97              | 21 ans, 186 jours | États-Unis                       | Amériques du Nord et centrale        | 9 s 74 (2015)          |        |
| 42     | 15 août 2003                   | Mickey Grimes            | 9 s 99              | 26 ans, 309 jours | États-Unis                       | Amériques du Nord et centrale        | 9 s 99 (2003)          |        |
| 43     | 12 octobre 2003                | Uchenna Emedolu          | 9 s 97              | 27 ans, 25 jours  | Nigeria                          | Afrique                              | 9 s 97 (2003)          |        |
| 44     | 12 juin 2004                   | Asafa Powell             | 9 s 99              | 21 ans, 202 jours | Jamaïque                         | Amériques du Nord et centrale        | 9 s 72 (2008)          |        |
| 45     | 14 juin 2005                   | Aziz Zakari              | 9 s 99              | 28 ans, 285 jours | Ghana                            | Afrique                              | 9 s 99 (2005)          |        |
| 46     | 25 juin 2005                   | Marc Burns               | 9 s 96              | 22 ans, 169 jours | Trinité-et-Tobago                | Amériques du Nord et centrale        | 9 s 96 (2005)          |        |
| 47     | 25 juin 2005                   | Darrel Brown             | 9 s 99              | 20 ans, 257 jours | Trinité-et-Tobago                | Amériques du Nord et centrale        | 9 s 99 (2005)          |        |
| 48     | 5 juillet 2005                 | Ronald Pognon            | 9 s 99              | 22 ans, 231 jours | France                           | Europe                               | 9 s 99 (2005)          |        |
| 49     | 22 juillet 2005                | Leonard Scott            | 9 s 94              | 25 ans, 184 jours | États-Unis                       | Amériques du Nord et centrale        | 9 s 91 (2006)          |        |
| 50     | 25 mai 2006                    | Olusoji Fasuba           | 9 s 93              | 21 ans, 320 jours | Nigeria                          | Afrique                              | 9 s 85 (2006)          |        |
| 51     | 21 juillet 2006                | Tyson Gay                | 9 s 97              | 23 ans, 346 jours | États-Unis                       | Amériques du Nord et centrale        | 9 s 69 (2009)          |        |
| 52     | 18 août 2006                   | Marcus Brunson           | 9 s 99              | 28 ans, 116 jours | États-Unis                       | Amériques du Nord et centrale        | 9 s 99 (2006)          |        |
| 53     | 24 avril 2007                  | Derrick Atkins           | 9 s 98              | 23 ans, 109 jours | Bahamas                          | Amériques du Nord et centrale        | 9 s 91 (2007)          |        |
| 54     | 8 juin 2007                    | Walter Dix               | 9 s 93              | 21 ans, 128 jours | États-Unis                       | Amériques du Nord et centrale        | 9 s 88 (2010)          |        |
| 55     | 26 juillet 2007                | Samuel Francis           | 9 s 99              | 20 ans, 121 jours | Qatar                            | Asie                                 | 9 s 99 (2007)          |        |
| 56     | 28 septembre 2007              | Wallace Spearmon         | 9 s 96              | 22 ans, 278 jours | États-Unis                       | Amériques du Nord et centrale        | 9 s 96 (2007)          |        |
| 57     | 3 mai 2008                     | Usain Bolt               | 9 s 76              | 21 ans, 256 jours | Jamaïque                         | Amériques du Nord et centrale        | 9 s 58 (2009)          |        |
| 58     | 10 mai 2008                    | Travis Padgett           | 9 s 96              | 21 ans, 149 jours | États-Unis                       | Amériques du Nord et centrale        | 9 s 89 (2008)          |        |
| 59     | 18 mai 2008                    | Richard Thompson         | 9 s 93              | 22 ans, 346 jours | Trinité-et-Tobago                | Amériques du Nord et centrale        | 9 s 82 (2014)          |        |
| 60     | 28 juin 2008                   | Rodney Martin            | 9 s 95              | 25 ans, 189 jours | États-Unis                       | Amériques du Nord et centrale        | 9 s 95 (2008)          | [ 7 ]  |
| 61     | 28 juin 2008                   | Mark Jelks               | 9 s 99              | 24 ans, 79 jours  | États-Unis                       | Amériques du Nord et centrale        | 9 s 99 (2008)          | [ 7 ]  |
| 62     | 28 juin 2008                   | Darvis Patton            | 9 s 89              | 30 ans, 207 jours | États-Unis                       | Amériques du Nord et centrale        | 9 s 89 (2008)          | [ 7 ]  |
| 63     | 28 juin 2008                   | Ivory Williams           | 9 s 94              | 23 ans, 57 jours  | États-Unis                       | Amériques du Nord et centrale        | 9 s 94 (2008)          | [ 7 ]  |
| 64     | 22 juillet 2008                | Nesta Carter             | 9 s 98              | 22 ans, 285 jours | Jamaïque                         | Amériques du Nord et centrale        | 9 s 78 (2010)          |        |
| 65     | 15 août 2008                   | Churandy Martina         | 9 s 99              | 24 ans, 43 jours  | Antilles néerlandaises/ Pays-Bas | Amériques du Nord et centrale/Europe | 9 s 91 (2012)          |        |
| 66     | 16 août 2008                   | Michael Frater           | 9 s 97              | 25 ans, 315 jours | Jamaïque                         | Amériques du Nord et centrale        | 9 s 88 (2011)          |        |
| 67     | 24 mai 2009                    | Daniel Bailey            | 9 s 99              | 22 ans, 257 jours | Antigua-et-Barbuda               | Amériques du Nord et centrale        | 9 s 88 (2012)          |        |
| 68     | 7 juin 2009                    | Mike Rodgers             | 9 s 94              | 24 ans, 44 jours  | États-Unis                       | Amériques du Nord et centrale        | 9 s 85 (2011)          |        |
| 69     | 10 juillet 2009                | Yohan Blake              | 9 s 96              | 19 ans, 196 jours | Jamaïque                         | Amériques du Nord et centrale        | 9 s 69 (2012)          | [ 8 ]  |
| 70     | 28 août 2009                   | Lerone Clarke            | 9 s 99              | 28 ans, 52 jours  | Jamaïque                         | Amériques du Nord et centrale        | 9 s 99 (2009)          |        |
| 71     | 9 juillet 2010                 | Christophe Lemaitre      | 9 s 98              | 20 ans, 28 jours  | France                           | Europe                               | 9 s 92 (2011)          | [ 9 ]  |
| 72     | 19 août 2010                   | Trell Kimmons            | 9 s 95              | 25 ans, 37 jours  | États-Unis                       | Amériques du Nord et centrale        | 9 s 95 (2010)          |        |
| 73     | 29 août 2010                   | Ryan Bailey              | 9 s 95              | 21 ans, 138 jours | États-Unis                       | Amériques du Nord et centrale        | 9 s 88 (2010)          |        |
| 74     | 29 août 2010                   | Mario Forsythe           | 9 s 99              | 24 ans, 303 jours | Jamaïque                         | Amériques du Nord et centrale        | 9 s 95 (2010)          |        |
| 75     | 16 avril 2011                  | Steve Mullings           | 9 s 90              | 28 ans, 139 jours | Jamaïque                         | Amériques du Nord et centrale        | 9 s 80 (2011)          | [ 10 ] |
| 76     | 23 avril 2011                  | Ngonidzashe Makusha      | 9 s 97              | 24 ans, 43 jours  | Zimbabwe                         | Afrique                              | 9 s 89 (2011)          | [ 11 ] |
| 77     | 4 juin 2011                    | Nickel Ashmeade          | 9 s 96              | 21 ans, 58 jours  | Jamaïque                         | Amériques du Nord et centrale        | 9 s 90 (2013)          |        |
| 78     | 4 juin 2011                    | Keston Bledman           | 9 s 93              | 23 ans, 88 jours  | Trinité-et-Tobago                | Amériques du Nord et centrale        | 9 s 86 (2012)          | [ 12 ] |
| 79     | 10 juin 2011                   | Rakieem Salaam           | 9 s 97              | 21 ans, 66 jours  | États-Unis                       | Amériques du Nord et centrale        | 9 s 97 (2011)          | [ 5 ]  |
| 80     | 30 juin 2011                   | Jaysuma Saidy Ndure      | 9 s 99              | 26 ans, 364 jours | Norvège                          | Europe                               | 9 s 95 (2014)          |        |
| 81     | 6 juin 2012                    | Harry Adams              | 9 s 96              | 22 ans, 192 jours | États-Unis                       | Amériques du Nord et centrale        | 9 s 96 (2012)          | [ 13 ] |
| 82     | 7 juillet 2012                 | Kemar Hyman              | 9 s 95              | 22 ans, 270 jours | Îles Caïmans                     | Amériques du Nord et centrale        | 9 s 95 (2012)          | [ 14 ] |
| 83     | 7 septembre 2012               | Kemar Bailey-Cole        | 9 s 97              | 20 ans, 241 jours | Jamaïque                         | Amériques du Nord et centrale        | 9 s 92 (2015)          |        |
| 84     | 23 mai 2013                    | Isiah Young              | 9 s 99              | 23 ans, 138 jours | États-Unis                       | Amériques du Nord et centrale        | 9 s 92 (2018)          | [ 15 ] |
| 85     | 5 juin 2013                    | Dentarius Locke          | 9 s 97              | 23 ans, 175 jours | États-Unis                       | Amériques du Nord et centrale        | 9 s 96 (2013)          | [ 16 ] |
| 86     | 8 juin 2013                    | Gabriel Mvumvure         | 9 s 98              | 23 ans, 138 jours | Zimbabwe                         | Afrique                              | 9 s 98 (2013)          |        |
| 87     | 21 juin 2013                   | Charles Silmon           | 9 s 98              | 21 ans, 352 jours | États-Unis                       | Amériques du Nord et centrale        | 9 s 98 (2013)          |        |
| 88     | 13 juillet 2013                | James Dasaolu            | 9 s 91              | 25 ans, 311 jours | Royaume-Uni                      | Europe                               | 9 s 91 (2013)          |        |
| 89     | 13 juillet 2013                | Jimmy Vicaut             | 9 s 96              | 21 ans, 136 jours | France                           | Europe                               | 9 s 86 (2015)          |        |
| 90     | 12 avril 2014                  | Simon Magakwe            | 9 s 98              | 27 ans, 333 jours | Afrique du Sud                   | Afrique                              | 9 s 98 (2014)          |        |
| 91     | 17 mai 2014                    | Kemarley Brown           | 9 s 93              | 21 ans, 301 jours | Jamaïque                         | Amériques du Nord et centrale        | 9 s 93 (2014)          | [ 17 ] |
| 92     | 8 juin 2014                    | Chijindu Ujah            | 9 s 96              | 20 ans, 95 jours  | Royaume-Uni                      | Europe                               | 9 s 96 (2014)          | [ 18 ] |
| 93     | 13 juin 2014                   | Trayvon Bromell          | 9 s 97              | 18 ans, 338 jours | États-Unis                       | Amériques du Nord et centrale        | 9 s 77 (2021)          | [ 19 ] |
| 94     | 28 septembre 2014              | Femi Ogunode             | 9 s 93              | 23 ans, 136 jours | Qatar                            | Asie                                 | 9 s 91 (2015)          | [ 20 ] |
| 95     | 10 mai 2015                    | Clayton Vaughn           | 9 s 93              | 22 ans, 360 jours | États-Unis                       | Amériques du Nord et centrale        | 9 s 93 (2015)          |        |
| 96     | 17 mai 2015                    | Andre De Grasse          | 9 s 97              | 20 ans, 188 jours | Canada                           | Amériques du Nord et centrale        | 9 s 89 (2021)          |        |
| 97     | 17 mai 2015                    | Bryce Robinson           | 9 s 99              | 21 ans, 185 jours | États-Unis                       | Amériques du Nord et centrale        | 9 s 99 (2015)          |        |
| 98     | 20 mai 2015                    | Marvin Bracy             | 9 s 95              | 21 ans, 156 jours | États-Unis                       | Amériques du Nord et centrale        | 9 s 93 (2015)          |        |
| 99     | 30 mai 2015                    | Su Bingtian              | 9 s 99              | 25 ans, 294 jours | Chine                            | Asie                                 | 9 s 83 (2021)          |        |
| 100    | 7 juin 2015                    | Adam Gemili              | 9 s 97              | 21 ans, 244 jours | Royaume-Uni                      | Europe                               | 9 s 97 (2015)          |        |
| 101    | 25 juin 2015                   | Diondre Batson           | 9 s 94              | 22 ans, 347 jours | États-Unis                       | Amériques du Nord et centrale        | 9 s 94 (2015)          |        |
| 102    | 25 juin 2015                   | Beejay Lee               | 9 s 99              | 22 ans, 48 jours  | États-Unis                       | Amériques du Nord et centrale        | 9 s 99 (2015)          |        |
| 103    | 25 juin 2015                   | Quentin Butler           | 9 s 96              | 22 ans, 280 jours | États-Unis                       | Amériques du Nord et centrale        | 9 s 96 (2015)          |        |
| 104    | 1 juillet 2015                 | Akani Simbine            | 9 s 99              | 21 ans, 283 jours | Afrique du Sud                   | Afrique                              | 9 s 84 (2021)          |        |
| 105    | 5 juillet 2015                 | Henricho Bruintjies      | 9 s 97              | 21 ans, 354 jours | Afrique du Sud                   | Afrique                              | 9 s 97 (2015)          |        |
| 106    | 11 juillet 2015                | Andrew Fisher            | 9 s 94              | 23 ans, 208 jours | Jamaïque                         | Amériques du Nord et centrale        | 9 s 94 (2015)          |        |
| 107    | 12 mars 2016                   | Wayde van Niekerk        | 9 s 98              | 23 ans, 241 jours | Afrique du Sud                   | Afrique                              | 9 s 94 (2017)          |        |
| 108    | 23 avril 2016                  | Omar McLeod              | 9 s 99              | 21 ans, 364 jours | Jamaïque                         | Amériques du Nord et centrale        | 9 s 99 (2016)          |        |
| 109    | 2 juin 2016                    | Ameer Webb               | 9 s 94              | 25 ans, 75 jours  | États-Unis                       | Amériques du Nord et centrale        | 9 s 94 (2016)          |        |
| 110    | 6 juin 2016                    | Ben Youssef Meïté        | 9 s 99              | 29 ans, 208 jours | Côte d'Ivoire                    | Afrique                              | 9 s 96 (2016)          |        |
| 111    | 08 juin 2016                   | Senoj-Jay Givans         | 9 s 96              | 22 ans, 161 jours | Jamaïque                         | Amériques du Nord et centrale        | 9 s 96 (2016)          |        |
| 112    | 11 juin 2016                   | Aaron Brown              | 9 s 96              | 24 ans, 15 jours  | Canada                           | Amériques du Nord et centrale        | 9 s 96 (2016)          |        |
| 113    | 12 juin 2016                   | Jak Ali Harvey           | 9 s 92              | 27 ans, 39 jours  | Turquie                          | Europe                               | 9 s 92 (2016)          |        |
| 114    | 25 juin 2016                   | Rondel Sorrillo          | 9 s 95              | 30 ans, 156 jours | Trinité-et-Tobago                | Amériques du Nord et centrale        | 9 s 99 (2016)          |        |
| 115    | 3 juillet 2016                 | Christian Coleman        | 9 s 95              | 20 ans, 119 jours | États-Unis                       | Amériques du Nord et centrale        | 9 s 76 (2019)          |        |
| 116    | 30 juillet 2016                | Joel Fearon              | 9 s 95              | 27 ans, 293 jours | Royaume-Uni                      | Europe                               | 9 s 95 (2016)          |        |
| 117    | 18 mars 2017                   | Thando Roto              | 9 s 96              | 21 ans, 173 jours | Afrique du Sud                   | Afrique                              | 9 s 96 (2017)          |        |
| 118    | 15 avril 2017                  | Ronnie Baker             | 9 s 99              | 23 ans, 182 jours | États-Unis                       | Amériques du Nord et centrale        | 9 s 83 (2021)          |        |
| 119    | 22 avril 2017                  | Odean Skeen              | 9 s 98              | 22 ans, 237 jours | Jamaïque                         | Amériques du Nord et centrale        | 9 s 98 (2017)          |        |
| 120    | 13 mai 2017                    | Nethaneel Mitchell-Blake | 9 s 99              | 23 ans, 41 jours  | Royaume-Uni                      | Europe                               | 9 s 99 (2017)          |        |
| 121    | 7 juin 2017                    | Christopher Belcher      | 9 s 93              | 23 ans, 129 jours | États-Unis                       | Amériques du Nord et centrale        | 9 s 93 (2017)          |        |
| 122    | 7 juin 2017                    | Cameron Burrell          | 9 s 93              | 22 ans, 269 jours | États-Unis                       | Amériques du Nord et centrale        | 9 s 93 (2017/2018)     |        |
| 123    | 23 juin 2017                   | Julian Forte             | 9 s 99              | 24 ans, 167 jours | Jamaïque                         | Amériques du Nord et centrale        | 9 s 91 (2017)          |        |
| 124    | 6 juillet 2017                 | Ramil Guliyev            | 9 s 97              | 27 ans, 38 jours  | Turquie                          | Europe                               | 9 s 97 (2017)          |        |
| 125    | 9 septembre 2017               | Yoshihide Kiryū          | 9 s 98              | 21 ans, 268 jours | Japon                            | Asie                                 | 9 s 98 (2017)          |        |
| 126    | 13 mai 2018                    | Kendal Williams          | 9 s 99              | 22 ans, 232 jours | États-Unis                       | Amériques du Nord et centrale        | 9 s 99 (2018)          |        |
| 127    | 25 mai 2018                    | Jaylen Bacon             | 9 s 97              | 21 ans, 293 jours | États-Unis                       | Amériques du Nord et centrale        | 9 s 97 (2018)          |        |
| 128    | 25 mai 2018                    | Andre Ewers              | 9 s 98              | 22 ans, 352 jours | Jamaïque                         | Amériques du Nord et centrale        | 9 s 98 (2018)          |        |
| 129    | 9 juin 2018                    | Zharnel Hughes           | 9 s 91              | 22 ans, 331 jours | Royaume-Uni                      | Europe                               | 9 s 91 (2018)          |        |
| 130    | 9 juin 2018                    | Noah Lyles               | 9 s 93              | 20 ans, 326 jours | États-Unis                       | Amériques du Nord et Centrale        | 9 s 86 (2019)          |        |
| 131    | 16 juin 2018                   | Arthur Gue Cissé         | 9 s 94              | 21 ans, 169 jours | Côte d'Ivoire                    | Afrique                              | 9 s 93 (2019)          |        |
| 132    | 19 juin 2018                   | Xie Zhenye               | 9 s 97              | 24 ans, 306 jours | Chine                            | Asie                                 | 9 s 97 (2018)          |        |
| 133    | 22 juin 2018                   | Filippo Tortu            | 9 s 99              | 20 ans, 7 jours   | Italie                           | Europe                               | 9 s 99 (2018)          |        |
| 134    | 9 juillet 2018                 | Barakat Al Harthi        | 9 s 97              | 30 ans, 24 jours  | Oman                             | Asie                                 |                        |        |
| 135    | 21 juillet 2018                | Tyquendo Tracey          | 9 s 96              | 25 ans, 41 jours  | Jamaïque                         | Amériques du Nord et Centrale        | 9 s 97 (2018)          |        |
| 136    | 7 août 2018                    | Reece Prescod            | 9 s 96              | 22 ans, 159 jours | Royaume-Uni                      | Europe                               | 9 s 94 (2018)          |        |
| 137    | 22 février 2019                | Roberto Skyers           | 9 s 98              | 27 ans, 102 jours | Cuba                             | Amériques du Nord et Centrale        | 9 s 98 (2019)          |        |
| 138    | 20 avril 2019                  | Divine Oduduru           | 9 s 94              | 22 ans, 195 jours | Nigeria                          | Afrique                              | 9 s 86 (2019)          |        |
| 139    | 11 mai 2019                    | Abdul Hakim Sani Brown   | 9 s 99              | 20 ans, 66 jours  | Japon                            | Asie                                 | 9 s 97 (2019)          |        |
| 140    | 12 mai 2019                    | Cravon Gillespie         | 9 s 97              | 22 ans, 285 jours | États-Unis                       | Amériques du Nord et Centrale        | 9 s 93 (2019)          |        |
| 141    | 5 juin 2019                    | Mario Burke              | 9 s 98              | 22 ans, 79 jours  | Barbade                          | Amériques du Nord et Centrale        | 9 s 98 (2019)          |        |
| 142    | 20 juillet 2019                | Yuki Koike               | 9 s 98              | 24 ans, 68 jours  | Japon                            | Asie                                 | 9 s 98 (2019)          |        |
| 143    | 27 août 2019                   | Raymond Ekevwo           | 9 s 96              | 20 ans, 157 jours | Nigeria                          | Afrique                              | 9 s 96 (2019)          |        |
| 144    | 20 juillet 2020                | Michael Norman           | 9 s 86              | 22 ans, 230 jours | États-Unis                       | Amériques du Nord et Centrale        | 9 s 86 (2020)          | [ 21 ] |
| 145    | 26 mars 2021                   | Benjamin Azamati-Kwaku   | 9 s 97              | 23 ans, 71 jours  | Ghana                            | Afrique                              | 9 s 97 (2021)          | [ 22 ] |
| 146    | 10 avril 2021                  | Kyree King               | 9 s 97              | 26 ans, 275 jours | États-Unis                       | Amériques du Nord et Centrale        | 9 s 97 (2021)          | [ 23 ] |
| 147    | 17 avril 2021                  | Jo'Vaughn Martin         | 9 s 94              | NC                | États-Unis                       | Amériques du Nord et Centrale        | 9 s 94 (2021)          | [ 24 ] |
| 148    | 24 avril 2021                  | Fred Kerley              | 9 s 91              | 25 ans, 352 jours | États-Unis                       | Amériques du Nord et Centrale        | 9 s 84 (2021)          | [ 25 ] |
| 149    | 13 mai 2021                    | Marcell Jacobs           | 9 s 95              | 26 ans, 229 jours | Italie                           | Europe                               | 9 s 80 (2021)          | [ 26 ] |
| 150    | 14 mai 2021                    | Tlotliso Leotlela        | 9 s 94              | 23 ans, 2 jours   | Afrique du Sud                   | Afrique                              | 9 s 94 (2021)          | [ 27 ] |
| 151    | 6 juin 2021                    | Ryota Yamagata           | 9 s 95              | 28 ans, 361 jours | Japon                            | Asie                                 | 9 s 95 (2021)          | [ 28 ] |
| 152    | 20 juin 2021                   | Kenny Bednarek           | 9 s 96              | 22 ans, 249 jours | États-Unis                       | Amériques du Nord et Centrale        | 9 s 89 (2021)          |        |
| 153    | 20 juin 2021                   | Micah Williams           | 9 s 91              | 19 ans, 220 jours | États-Unis                       | Amériques du Nord et Centrale        | 9 s 91 (2021)          | [ 29 ] |
| 154    | 31 juillet 2021                | Enoch Adegoke            | 9 s 98              | 21 ans, 145 jours | Nigeria                          | Afrique                              | 9 s 98 (2021)          |        |
| 155    | 14 août 2021                   | Ferdinand Omurwa         | 9 s 86              | 25 ans, 224 jours | Kenya                            | Afrique                              | 9 s 86 (2021)          | [ 30 ] |
| 156    | 16 avril 2022                  | Matthew Boling           | 9 s 98              | 21 ans, 300 jours | États-Unis                       | Amériques du Nord et Centrale        | 9 s 98 (2022)          |        |
| 157    | 16 avril 2022                  | Davonte Burnett          | 9 s 99              | 22 ans, 48 jours  | États-Unis                       | Amériques du Nord et Centrale        | 9 s 99 (2022)          |        |
| 158    | 23 avril 2022                  | Joseph Paul Amoah        | 9 s 94              | 25 ans, 101 jours | Ghana                            | Afrique                              | 9 s 94 (2022)          |        |
| 159    | 30 avril 2022                  | Letsile Tebogo           | 9 s 96              | 18 ans, 327 jours | Botswana                         | Afrique                              | 9 s 91 (2022)          |        |
| 160    | 21 mai 2022                    | Oblique Seville          | 9 s 86              | 21 ans, 66 jours  | Jamaïque                         | Amériques du Nord et Centrale        | 9 s 86 (2022)          |        |
| 161    | 11 juin 2022                   | Cravont Charleston       | 9 s 98              | 24 ans, 160 jours | États-Unis                       | Amériques du Nord et Centrale        | 9 s 98 (2022)          |        |
| 162    | 12 juin 2022                   | Ackeem Blake             | 9 s 95              | 20 ans, 142 jours | Jamaïque                         | Amériques du Nord et Centrale        | 9 s 95 (2022)          |        |
| 163    | 24 juin 2022                   | Elijah Hall              | 9 s 98              | 27 ans, 306 jours | États-Unis                       | Amériques du Nord et Centrale        | 9 s 90 (2022)          |        |
| 164    | 24 juin 2022                   | Emmanuel Matadi          | 9 s 98              | 31 ans, 70 jours  | Liberia                          | Afrique                              | 9 s 98 (2022)          |        |
| 165    | 25 juin 2022                   | Favour Ashe              | 9 s 99              | 20 ans, 58 jours  | Nigeria                          | Afrique                              | 9 s 99 (2022)          |        |
| 166    | 3 juillet 2022                 | Yupun Abeykoon           | 9 s 96              | 27 ans, 184 jours | Sri Lanka                        | Asie                                 | 9 s 96 (2022)          |        |
| 166    | 3 juillet 2022                 | Reynier Mena             | 9 s 99              | 25 ans, 224 jours | Cuba                             | Amériques du Nord et Centrale        | 9 s 99 (2022)          |        |
| 167    | 3 juillet 2022                 | Méba-Mickaël Zeze        | 9 s 99              | 28 ans, 45 jours  | France                           | Europe                               | 9 s 99 (2022)          |        |

## Totaux
Actualisé au 3 juillet 2022
| Pays                       | Nombre d’athlètes |
| -------------------------- | ----------------- |
| États-Unis                 | 66                |
| Jamaïque                   | 23                |
| Nigeria                    | 11                |
| Royaume-Uni                | 10                |
| Trinité-et-Tobago          | 6                 |
| Afrique du Sud             | 6                 |
| Canada                     | 4                 |
| Japon                      | 4                 |
| France                     | 4                 |
| Ghana                      | 4                 |
| Cuba                       | 3                 |
| Zimbabwe                   | 2                 |
| Qatar                      | 2                 |
| Turquie                    | 2                 |
| Côte d'Ivoire              | 2                 |
| Chine                      | 2                 |
| Barbade                    | 2                 |
| Italie                     | 2                 |
| Namibie                    | 1                 |
| Saint-Christophe-et-Niévès | 1                 |
| Australie                  | 1                 |
| Bahamas                    | 1                 |
| Antilles néerlandaises     | 1                 |
| Antigua-et-Barbuda         | 1                 |
| Botswana                   | 1                 |
| Îles Caïmans               | 1                 |
| Kenya                      | 1                 |
| Liberia                    | 1                 |
| Norvège                    | 1                 |
| Oman                       | 1                 |
| Sri Lanka                  | 1                 |

| Continent                     | Nombre d’athlètes |
| ----------------------------- | ----------------- |
| Afrique                       | 30                |
| Asie                          | 10                |
| Europe                        | 19                |
| Océanie                       | 1                 |
| Amériques du Nord et centrale | 107               |
| Amérique du Sud               | 0                 |

## Temps mesurés au chronométrage manuel
Les sprinters suivants ont tous couru en 9,9 secondes, mais leur temps n’est peut-être pas précis.
| Date du premier franchissement | Athlète          | Nationalité | Nombre de fois |
| ------------------------------ | ---------------- | ----------- | -------------- |
| 20 juin 1968                   | Jim Hines        | États-Unis  | 2              |
| 20 juin 1968                   | Ronnie Ray Smith | États-Unis  | 1              |
| 20 juin 1968                   | Charles Greene   | États-Unis  | 1              |
| 21 juin 1972                   | Steve Williams   | États-Unis  | 4              |
| 1er juillet 1972               | Eddie Hart       | États-Unis  | 1              |
| 1er juillet 1972               | Rey Robinson     | États-Unis  | 1              |
| 5 juin 1975                    | Silvio Leonard   | Cuba        | 1              |
| 3 avril 1976                   | Harvey Glance    | États-Unis  | 2              |
| 22 mai 1976                    | Don Quarrie      | Jamaïque    | 1              |